# Glico Man
Glico Man (グリコマン) est une enseigne lumineuse emblématique située dans le quartier de Dōtonbori à Osaka, au Japon. Elle représente un coureur franchissant une ligne d'arrivée, les bras levés en signe de victoire. Installée pour la première fois en 1935, elle est devenue l'un des symboles visuels les plus célèbres de la ville.

## Histoire
L'enseigne est une publicité pour la société japonaise de confiserie Ezaki Glico, fondée en 1922 à Osaka. Le coureur symbolise l'énergie apportée par les bonbons Glico, dont le slogan initial affirmait qu'un caramel permettait de courir 300 mètres.
Depuis sa création, le panneau a été remplacé à plusieurs reprises. La version actuelle, inaugurée en 2014, est la sixième et utilise des LED. Les versions précédentes étaient réalisées en néon.

## Signification culturelle
Le Glico Man est devenu un point de repère touristique majeur. Il est situé au-dessus du pont Ebisubashi, surplombant le canal de Dōtonbori. Les visiteurs aiment se prendre en photo en imitant la pose du coureur.

## Évolution des enseignes«Glico Man»
Depuis sa première apparition en 1935, l'enseigne lumineuse du « Glico Man » à Dōtonbori (un quartier d'Osaka) a connu six générations successives, devenant un symbole emblématique de la publicité au Japon,,,.
| Génération | Année | Technologie          | Particularités                                                                                                |
| ---------- | ----- | -------------------- | --- |
| 1re        | 1935  | Ampoules et néon     | Panneau original représentant un coureur sur fond simple, promouvant les bonbons énergétiques de Ezaki Glico. |
| 2e         | 1955  | Néon colorisé        | Ajout de couleurs pour améliorer l'impact visuel.                                                             |
| 3e         | 1972  | Néon animé           | Premières animations lumineuses.                                                                              |
| 4e         | 1982  | Néon renforcé        | Amélioration de la luminosité et résistance accrue.                                                           |
| 5e         | 1998  | Néon 3D              | Décors ajoutés à l'arrière-plan, comme le château d'Osaka et la tour Tsūtenkaku.                              |
| 6e         | 2014  | LED haute définition | Intégration de 143 976 LED pour des arrière-plans dynamiques et saisonniers.                                  |

### Galerie

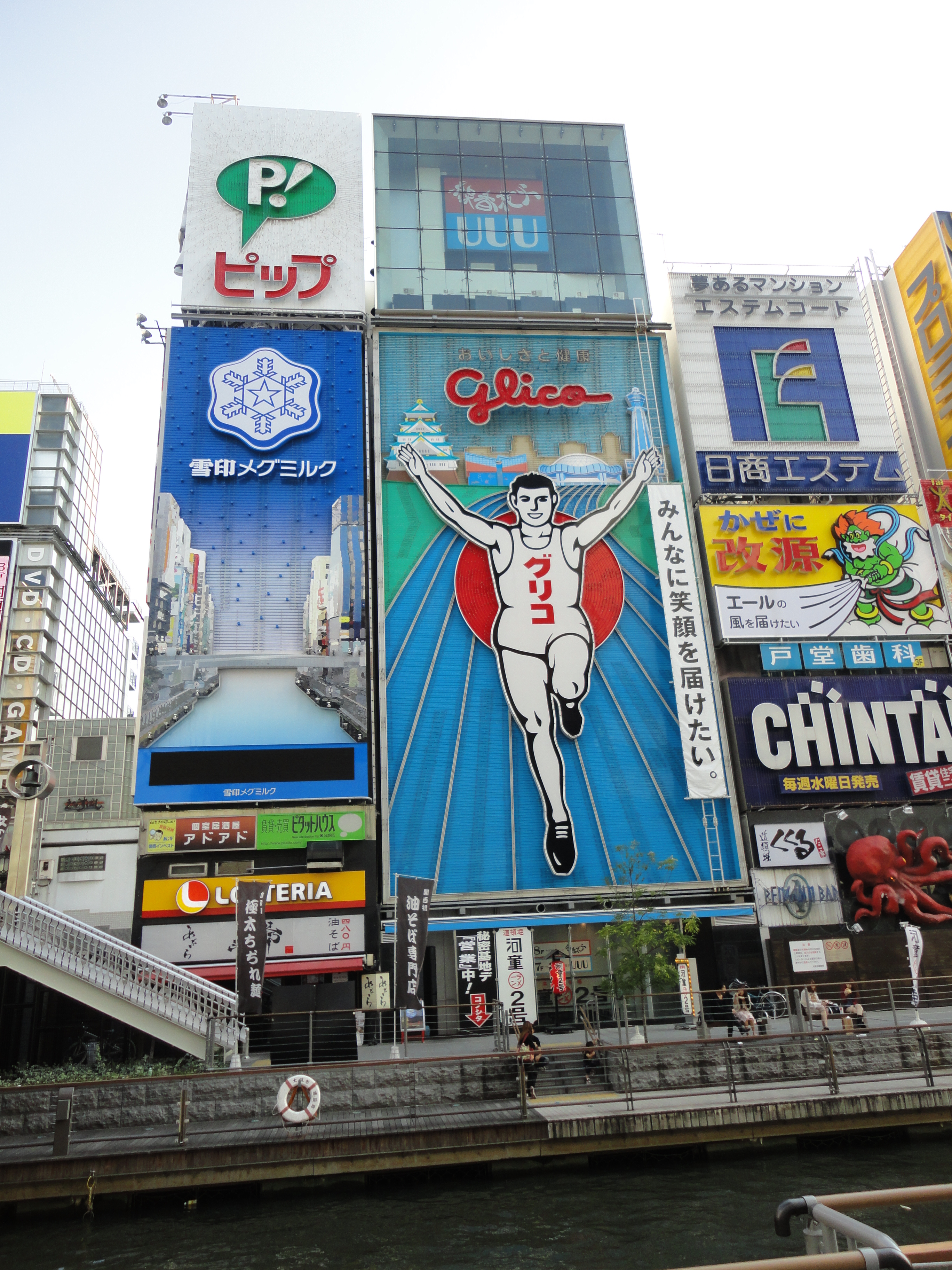
5e génération.
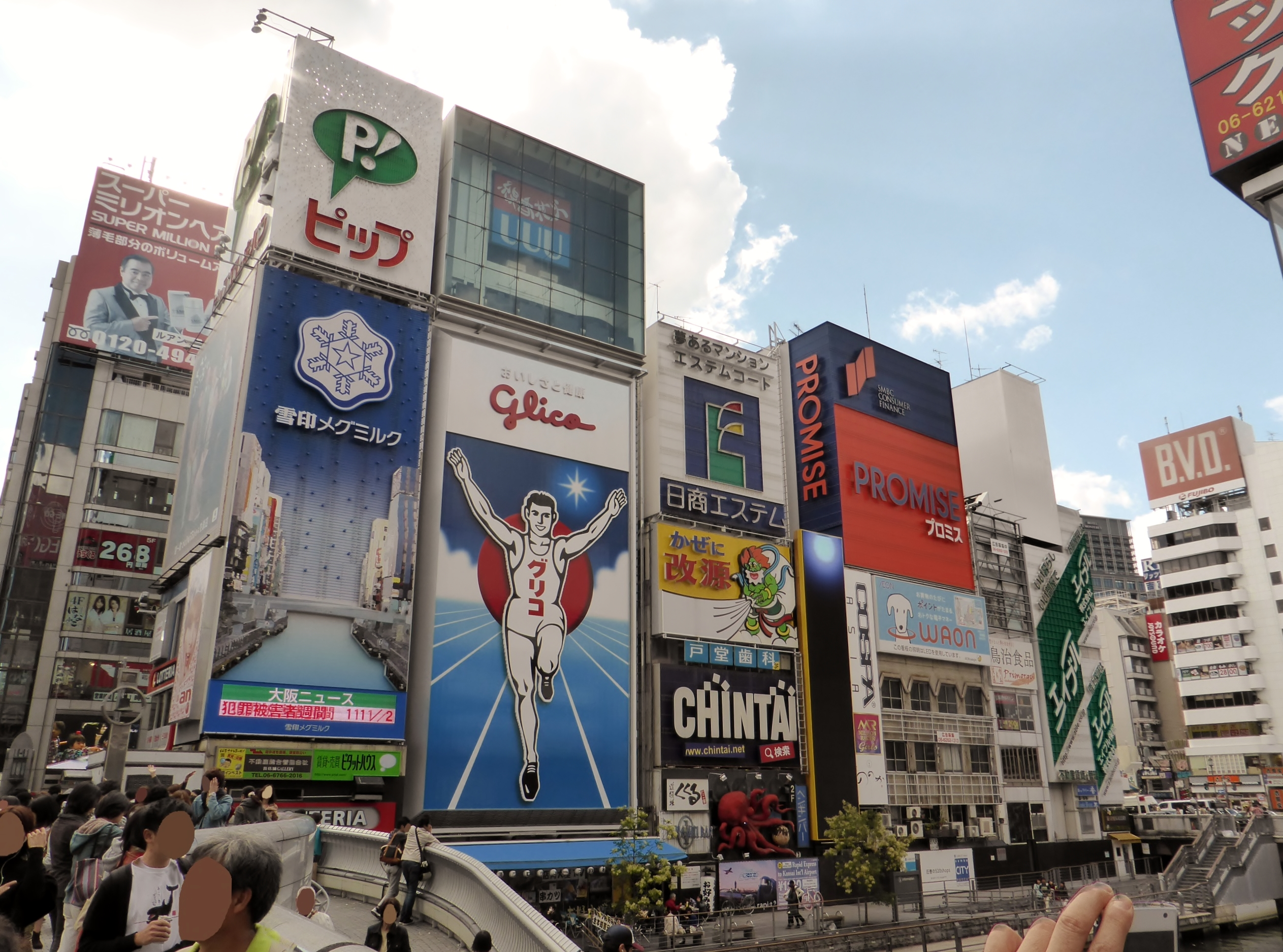
6e génération.
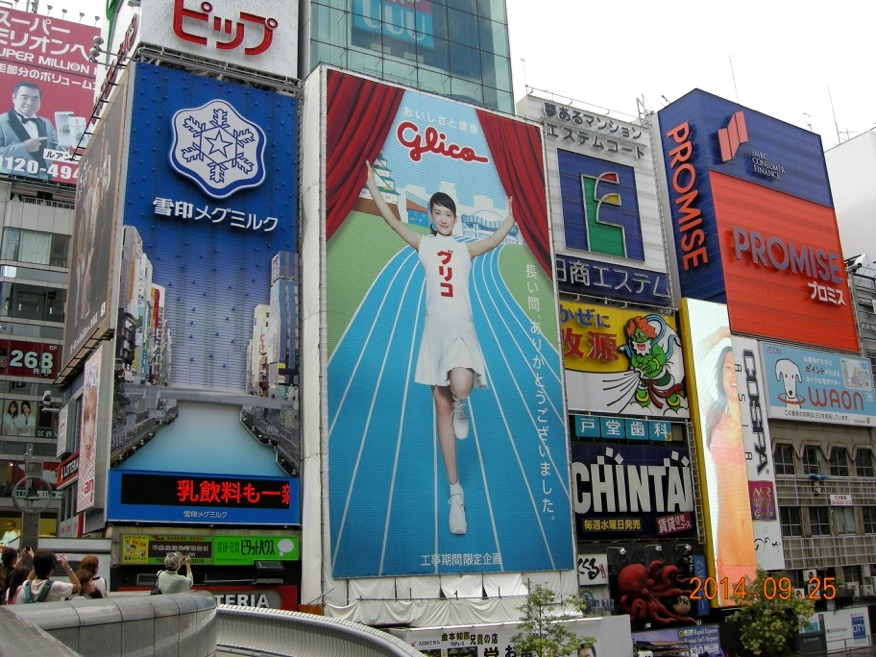
Variation avec Haruka Ayase, 2014.

### Modifications temporaires
L'enseigne, haute de 20 mètres et large de 10,38 mètres, est périodiquement modifiée pour célébrer des événements sportifs, culturels ou locaux :
- la Coupe du monde de football
- les victoires des Hanshin Tigers, l'équipe de baseball locale[1]
- les succès de Takuma Satō aux 500 miles d'Indianapolis.

Le fond derrière le coureur peut être animé ou personnalisé par des variations thématiques, dont certaines représentent des paysages célèbres comme :
- San Francisco, avec ses collines et ponts reconnaissables.
- Niagara Falls, avec l'effet visuel des célèbres chutes.

Cela permet à l'enseigne de célébrer des événements mondiaux ou de montrer l'ouverture internationale de la marque, tout en restant localisée à Osaka.

## Inspirations
Le design du coureur serait inspiré de plusieurs athlètes, dont le sprinteur philippin Fortunato Catalon (en) et le marathonien japonais Shizō Kanakuri.